# Florence Easton
Florence Easton (South Bank, 25 ottobre 1882 – Montréal, 13 agosto 1955) è stata un soprano britannico.
Tra le cantanti più versatili della prima metà del Novecento, la Easton cantò un vasto repertorio che comprendeva oltre cento ruoli scritti da Mozart, Meyerbeer, Gounod, Verdi, Strauss, Schreker e Krenek, oltre ad aver cantato quasi ogni parte per soprano scritta da Richard Wagner. La fama della cantante è legata soprattutto all'essere stata la prima interprete del ruolo di Lauretta nell'allestimento del debutto di Gianni Schicchi di Puccini, diventando quindi la prima interprete della celebre aria O mio babbino caro.

## Biografia

### Formazione e debutto internazionale
Florence Easton nacque a South Bank, nel North Yorkshire, figlia di Isabella Yarrow e Thomas Easton. La famiglia si trasferì a Toronto quando il futuro soprano aveva cinque anni e là la Easton cominciò a cantare nel coro della chiesa metodista di Parkdale, dove il padre era maestro del coro e la madre organista. Dopo la morte della madre nel 1899, i membri restanti della famiglia Easton ritornarono a Middlesbrough. Nel 1900 Florence studiò canto lirico alla Royal Academy of Music per un anno, prima di trasferirsi a Parigi per studiare sotto Elliott Haslam, un amico del padre. Il suo debutto sulle scene avvenne nel 1903, quando cantò il ruolo di un pastorello in Tannhäuser a Newcastle upon Tyne con la Moody-Manners Opera Company. Fu proprio con questa compagnia che fece il suo debutto a Covent Garden interpretando Stephano in Roméo et Juliette; sempre nel 1903 cantò il ruolo di Arline in The Bohemian Girl ed ottenne un primo successo nel ruolo della protagonista in Madama Butterfly.
Nel maggio 1904 sposò Francis Maclennan (1873-1935), il tenore della compagnia, e nel novembre dell'anno dopo fece il suo esordio sulle scene statunitensi cantando il ruolo di Gilda nel Rigoletto a Baltimora; per l'occasione, la Easton si unì all'English Grand Opera Company, con cui rimase per due anni cantando un gran numero di ruoli negli Stati Uniti e in Canada. Nella stagione 1906/1907 ottenne il suo primo grande successo in America interpretando Cio-Cio-San nella Madama Butterfly, un ruolo precedentemente ricoperto a Londra e che la Easton andrà avanti a cantare per oltre trecento rappresentazioni nel corso della sua carriera. Dal 1907 al 1913 la Easton e il marito si unirono alla Staatsoper Unter den Linden, con cui esordì nei ruoli di Marguerite nel Faust e dell'eponima protagonista in Aida. Nel 1910 fu primadonna dell'Elettra di Strauss eseguita in lingua inglese in occasione della prima britannica alla Royal Opera House, mentre nel 1913 si unì alla compagnia dell'Opera di Amburgo, dove cantò con Enrico Caruso. Durante gli anni della prima guerra mondiale i coniugi Maclennan restarono negli Stati Uniti, dove il soprano si affermò a Chicago come una delle più apprezzate interpreti wagneriane negli USA.

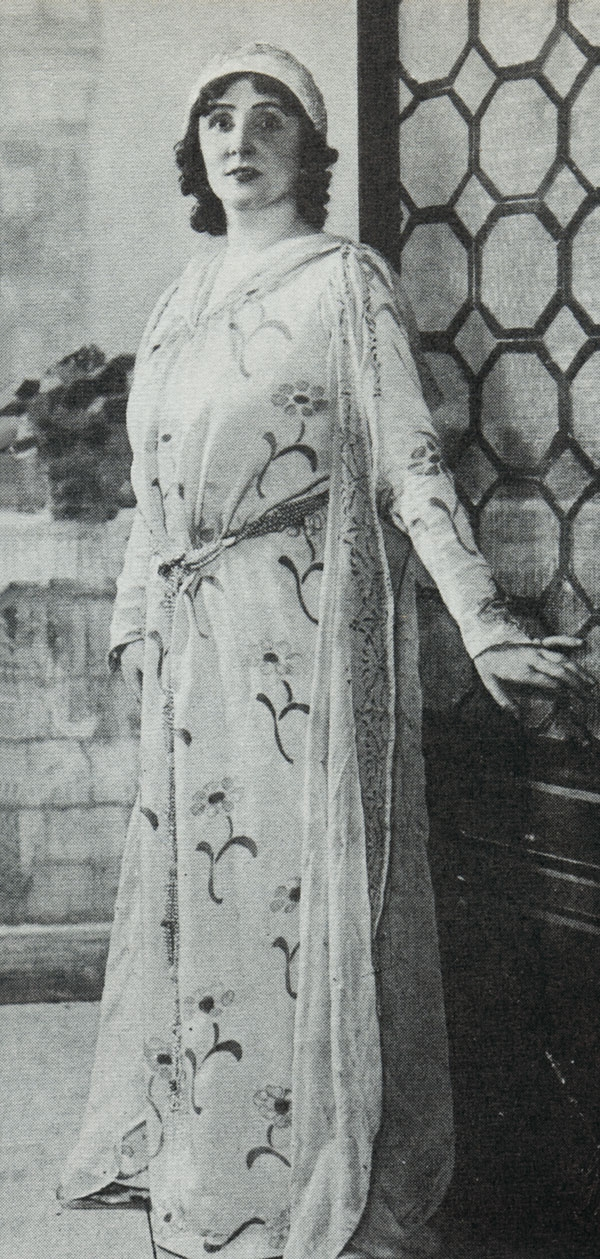
Florence Easton nel ruolo di Lauretta per la prima di Gianni Schicchi al Metropolitan (1918)

### La consacrazione al Metropolitan
Il 7 dicembre 1917 Florence Easton fece il suo debutto al Metropolitan nel ruolo di Santuzza in Cavalleria rusticana. Il soprano rimase nella compagnia del Met per dodici stagioni, durante le quali cantò quarantuno parti differenti nell'arco di 295 rappresentazioni. La performance che la consacrò sulle scene nel Met fu quella della protagonista di Saint Elisabeth, un adattamento operistico del Die Legende von der heiligen Elisabeth di Liszt. Durante la permanenza a New York perfezionò gli studi vocali sotto la supervisione di Anna E. Schoen-René. Sempre nel 1918 fu scelta per interpretare Lauretta nella prima del trittico pucciniano composto da Il tabarro, Suor Angelica e Gianni Schicchi; il ruolo le diede la possibilità di diventare la prima a cantare O mio babbino caro e la sua interpretazione dell'aria fu accolta così calorosamente dal pubblico della prima che il soprano dovette esibirsi in un bis, nonostante il Met fosse contrario a questa tradizione.
Nei suoi anni al Metropolitan, la Easton cantò in diverse prime statunitensi di opere come La cena delle beffe, Così fan tutte e Der Rosenkavalier, ampliando il proprio repertorio ad oltre cento ruoli in quattro lingue diverse. La vigilia di Natale del 1919 cantò con Caruso in La Juive in occasione dell'ultima performance del tenore al Metropolitan. Il soprano era noto non solo per il talento vocale, ma anche per la sua energia e versatilità: nelle due settimane tra il 3 e il 17 novembre 1927, ad esempio, la Easton cantò Maddalena in Andrea Chénier, la protagonista ne La Gioconda, Rachel in La Juive, Cio-Cio in Madama Butterfly e la Marschallin in Der Rosenkavalier, tutti con recensioni generalmente molto positive. La Easton era inoltre una delle artiste più pagate del Metropolitan, ricevendo 800$ per ognuna delle sue rappresentazioni in Turandot. Nonostante avesse accumulato una discreta fortuna, il soprano perse tutto con il crollo della borsa del 1929. Il 19 gennaio 1929 interpretò Jonny spielt auf di Ernst Křenek. Nello stesso anno, a dispetto della sua prodigiosa memoria, cominciò ad avere problemi nell'imparare e ricordare nuove parti, un fatto che la portò ad annunciare il suo ritiro dall'opera.

### Gli ultimi anni e il ritiro
Nel 1931 la Easton si sposò in seconde nozze con il banchiere statunitense Stanley Roberts e la coppia si trasferì nella casa di lei ad Hampstead, Londra. L'anno successivo, a dispetto dell'annuncio fatto nel 1929, il soprano tornò a calcare le scene della Royal Opera House cantando Brünnhilde in Sigfrido, un ruolo che incise anche su disco nello stesso anno. Tra il 1932 e il 1935 rimase in Inghilterra e in questi anni si esibì a Covent Garden, al Sadler's Wells, con la London Philharmonic e con la BBC Symphony Orchestra. Nel 1932 cantò nuovamente nel Sigfrido, questa volta nel ruolo di Isolde; negli anni successivi fu la protagonista in Tosca, Carmen, Elijah e cantò in diversi recital di Lieder. Durante una replica di Carmen, il soprano si infortunò alla schiena e l'incidente la costrinse al riposo forzato nel 1935. Nel 1936 tornò a New York e il 28 febbraio cantò per l'ultima volta in un'opera, dando la voce a Brünnhilde ne La valchiria al Metropolitan. Nel 1939 si ritirò dalle scene.
Dopo il ritiro nel 1939, Florence Easton si esibì un'ultima volta nel 1942, quando cantò via radio delle arie da Tristano e Isotta che aveva tradotto personalmente dal tedesco. Oltre a insegnare canto privatamente e alla Juilliard School, la Easton si esibì ancora saltuariamente, comparendo in pubblico per l'ultima volta in un recital al Town Hall di New York, nel 1943. Dopo la fine della seconda guerra mondiale il soprano si trasferì a Montreal, per poi tornare a New York nel 1950. Malata da tempo di cuore, si spense a New York il 13 agosto 1955, all'età di settantadue anni.

## Vita privata
Florence Easton si sposò due volte. Dal maggio del 1904 al 1928 fu sposata con il tenore statunitense Francis Maclennan, da cui ebbe due figli: un maschietto nel 1906 e la figlia Wilhelmina nel 1912. Entrambi i bambini morirono durante l'infanzia e Wilhelmina fu vittima della spagnola nel 1919. Dal 1931 alla morte fu sposata con il banchiere ed ex-baritono americano Stanley Roberts.

## Caratteristiche vocali e interpretative
Per quanto la Easton si definisse un soprano lirico-drammatico, la sua vocalità abbracciava un registro più ampio, che le permise di interpretare una vasta gamma di ruoli che spaziavano da una coloratura leggera ai possenti ruoli wagneriani, passando per parti romantiche e da soubrette. Dal timbro luminoso e dalla voce agile, Florence Easton riusciva a usare il suo strumento spaziando da toni elegiaci e malinconici a quelli decisamente più appassionati.
John Steane ha fatto però notare che questa grande versatilità si rivelò essere non solo la più grande forza del soprano, ma anche la sua più grande debolezza: la Easton infatti cantò bene così tanti ruoli che finì per non essere associata a nessuno di loro in particolare, senza mai quindi venire identificata dal pubblico come l'interprete definitiva di una parte in particolare. Molto apprezzate erano le sue doti recitative, così come la sua dizione in inglese, francese, tedesco ed italiano.
Nel corso della sua carriera Florence Easton era particolarmente nota anche per grande memoria e la straordinaria velocità con cui poteva imparare una parte. Nel 1907, ad esempio, memorizzò il ruolo di Aida in meno di quarantottore e lo portò in scena senza neanche una prova. Al culmine della sua carriera si diceva che potesse imparare una parte in dodici ore e questa sua dote la rese un ricercatissimo rimpiazzo quando un'altra cantante si scopriva indisposta all'ultimo minuto prima di andare in scena. Questa sua caratteristica le permetteva inoltre di interpretare numerosi ruoli complessi da protagonista a poca distanza l'uno dall'altro: nel novembre 1927, ad esempio, interpretò al Metropolitan cinque diversi ruoli principali nell'arco di 14 giorni.

## Repertorio (parziale)
| Ruolo                     | Titolo                          | Autore       |
| ------------------------- | ------------------------------- | ------------ |
| Arline                    | La zingara                      | Balfe        |
| Carmen                    | Carmen                          | Bizet        |
| Elena                     | Mefistofele                     | Boito        |
| Norina                    | Don Pasquale                    | Donizetti    |
| Maddalena                 | Andrea Chénier                  | Giordano     |
| Ginevra                   | La cena delle beffe             | Giordano     |
| Marguerite                | Faust                           | Gounod       |
| Stephano                  | Romeo e Giulietta               | Gounod       |
| Rachel                    | La Juive                        | Halévy       |
| Nedda                     | Pagliacci                       | Leoncavallo  |
| Zazà                      | Zazà                            | Leoncavallo  |
| Ah-Joe                    | L'oracolo                       | Leoni        |
| Santuzza                  | Cavalleria rusticana            | Mascagni     |
| Lodoletta                 | Lodoletta                       | Mascagni     |
| Dulcinea                  | Don Chisciotte                  | Massenet     |
| Berta                     | Il profeta                      | Meyerbeer    |
| Sélika                    | L'africana                      | Meyerbeer    |
| Fiora                     | L'amore dei tre re              | Montemezzi   |
| Fiordiligi                | Così fan tutte                  | Mozart       |
| Serpina                   | La serva padrona                | Pergolesi    |
| La Gioconda               | La Gioconda                     | Ponchielli   |
| Manon Lescaut             | Manon Lescaut                   | Puccini      |
| Tosca                     | Tosca                           | Puccini      |
| Cio Cio-San               | Madama Butterfly                | Puccini      |
| Minnie                    | La fanciulla del West           | Puccini      |
| Lauretta                  | Gianni Schicchi                 | Puccini      |
| Turandot                  | Turandot                        | Puccini      |
| Salome                    | Salome                          | Strauss      |
| Elettra                   | Elettra                         | Strauss      |
| Marescialla               | Il cavaliere della rosa         | Strauss      |
| Gilda                     | Rigoletto                       | Verdi        |
| Eleonora                  | Il trovatore                    | Verdi        |
| Violetta                  | La traviata                     | Verdi        |
| Aida                      | Aida                            | Verdi        |
| Senta                     | L'olandese volante              | Wagner       |
| Elisabeth Giovane pastore | Tannhäuser                      | Wagner       |
| Elsa                      | Lohengrin                       | Wagner       |
| Brünnhilde Sieglinde      | La Walkiria                     | Wagner       |
| Eva                       | I maestri cantori di Norimberga | Wagner       |
| Isotta                    | Tristano e Isotta               | Wagner       |
| Brünnhilde                | Sigfrido                        | Wagner       |
| Brünnhilde Gutrune        | Il crepuscolo degli dei         | Wagner       |
| Kundry                    | Parsifal                        | Wagner       |
| Rezia                     | Oberon                          | Weber        |
| Maliella                  | I gioielli della Madonna        | Wolf-Ferrari |